# Пулугу
Пулу́гу (англ. Pūlugu) — в андаманской мифологии олицетворение разрушительного северо-восточного муссона, выступающего то в женском, то в мужском образе.

## Образ Пулугу
Считается, что Пулугу обитает где-то на северо-востоке, жилищем ему служит пещера или дом из камня на небесах. Пулугу приносит на острова штормы и бури, разрушительная сила которых истолковывается как гнев Пулугу, вызванный нарушением традиционных запретов, иногда неясного происхождения:
- нельзя шуметь во время пения цикады,
- нельзя умерщвлять цикаду и некоторых рыб и птиц,
- нельзя растоплять пчелиный воск и т. д.

В одном из мифов рассказывается о том, как Пулугу наслал на людей бурю за то, что они потревожили цикаду во время её пения. Виновные были смыты в океан и превратились в рыб, а те, которые были унесены ветром, превратились в птиц.

## Роль Пулугу в мифах
В мифах Пулугу часто выступает как создатель мира, бог-громовержец и творец первого человека — Томо. Пулугу создал всё, что существует в мире, всё живое и неживое — за исключением сил зла. Он многому научил Томо и его жену Миту, в том числе добывать огонь и пользоваться им. Вместе с анимистическими представлениями с образом Пулугу связаны некоторые тотемистические верования. В мифах прослеживается родство Пулугу с некоторыми птицами, рыбами и другими животными.

## Пулугу в религии Андаманских островов
Культа Пулугу на Андаманах никогда не было. Лишь отдельными заклинаниями люди пытались испугать Пулугу, чтобы предотвратить дождь, бурю. За Пулугу стоял целый класс духов, отличающихся друг от друга как местными названиями, так и своими функциями.